# Cumella meridionalis
Cumella meridionalis är en kräftdjursart som beskrevs av Jones 1984. Cumella meridionalis ingår i släktet Cumella och familjen Nannastacidae. Inga underarter finns listade.